# Férfi kettesbob az 1936. évi téli olimpiai játékokon
Az 1936. évi téli olimpiai játékokon a bob férfi kettes versenyszámát február 14-én és 15-én rendezték. Az aranyérmet az amerikai Ivan Brown–Alan Washbond-páros nyerte meg. A versenyszámban nem vett részt magyar páros.

## Eredmények
A verseny négy futamból állt. A négy futam időeredményének összessége határozta meg a végső sorrendet. Az időeredmények másodpercben értendők. A futamok legjobb időeredményei vastagbetűvel olvashatóak.
| Helyezés | Csapat                                                           | 1.      | 2.      | 3.      | 4.            | Össz.         |
| -------- | ---------------------------------------------------------------- | ------- | ------- | ------- | ------------- | ------------- |
| Arany    | Egyesült Államok (USA)-1 · Ivan Brown · Alan Washbond            | 1:22,50 | 1:21,02 | 1:25,39 | 1:20,38       | 5:29,29       |
| Ezüst    | Svájc (SUI)-2 · Fritz Feierabend · Joseph Beerli                 | 1:26,34 | 1:20,31 | 1:24,11 | 1:19,88       | 5:30,64       |
| Bronz    | Egyesült Államok (USA)-2 · Gilbert Colgate · Richard Lawrence    | 1:25,06 | 1:21,94 | 1:24,80 | 1:22,16       | 5:33,96       |
| 4.       | Nagy-Britannia (GBR) · Frederick McEvoy · James Cardno           | 1:25,61 | 1:23,85 | 1:28,58 | 1:22,21       | 5:40,25       |
| 5.       | Németország (GER)-1 · Hanns Kilian · Hermann von Valta           | 1:27,29 | 1:24,24 | 1:26,63 | 1:23,85       | 5:42,01       |
| 6.       | Németország (GER)-2 · Fritz Grau · Albert Brehme                 | 1:30,66 | 1:23,33 | 1:26,94 | 1:23,78       | 5:44,71       |
| 7.       | Svájc (SUI)-1 · Reto Capadrutt · Charles Bouvier                 | 1:25,45 | 1:23,69 | 1:34,09 | 1:23,00       | 5:46,23       |
| 8.       | Belgium (BEL)-1 · Rene Baron Lunden · Eric Vicomte de Spoelberch | 1:25,82 | 1:24,35 | 1:32,31 | 1:23,80       | 5:46,28       |
| 9.       | Belgium (BEL)-2 · Max Houben · Martial van Schelle               | 1:31,73 | 1:24,05 | 1:26,13 | 1:25,41       | 5:47,32       |
| 10.      | Hollandia (NED) · Willem Gevers · Sam Dunlop                     | 1:31,41 | 1:24,99 | 1:25,71 | 1:26,00       | 5:48,11       |
| 11.      | Olaszország (ITA)-2 · Edgardo Vaghi · Dario Poggi                | 1:30,03 | 1:25,66 | 1:29,04 | 1:26,29       | 5:51,02       |
| 12.      | Olaszország (ITA)-1 · Antonio Brivio · Carlo Soldini             | 1:33,38 | 1:27,85 | 1:25,78 | 1:24,20       | 5:51,21       |
| 13.      | Ausztria (AUT)-1 · Hans Stürer · Hans Rottensteiner              | 1:28,12 | 1:25,20 | 1:30,55 | 1:28,13       | 5:52,00       |
| 14.      | Franciaország (FRA)-1 · Jean de Suarez d'Aulan · Jacques Bridou  | 1:32,49 | 1:25,59 | 1:28,93 | 1:27,80       | 5:54,81       |
| 15.      | Románia (ROU)-1 · Alexandru Frimu · Costel Rădulescu             | 1:29,96 | 1:27,26 | 1:34,06 | 1:24,73       | 5:56,01       |
| 16.      | Románia (ROU)-2 · Alexandru Budişteanu · Dumitru Gheorghiu       | 1:30,37 | 1:27,58 | 1:34,11 | 1:26,85       | 5:58,91       |
| 17.      | Csehszlovákia (TCH)-2 · Gustav Leubner · Wilhelm Blechschmidt    | 1:32,53 | 1:29,23 | 1:31,59 | 1:26,12       | 5:59,47       |
| 18.      | Liechtenstein (LIE) · Eduard von Falz-Fein · Eugen Büchel        | 1:30,96 | 1:26,91 | 1:35,27 | 1:28,80       | 6:01,94       |
| 19.      | Ausztria (AUT)-2 · Hans Volckmar · Anton Kaltenberger            | 1:33,71 | 1:26,28 | 1:30,50 | 1:31,81       | 6:02,30       |
| 20.      | Csehszlovákia (TCH)-1 · Josef Lanzendörfer · Karel Růžička       | 1:31,40 | 1:28,90 | 1:36,57 | 1:32,83       | 6:09,70       |
| 21.      | Franciaország (FRA)-2 · Louis Bozon · Émile Kleber               | 1:41,99 | 1:31,92 | 1:35,09 | 1:31,07       | 6:20,07       |
| 22.      | Luxemburg (LUX)-1 · Raoul Weckbecker · Géza Wertheim             | 1:45,41 | 1:33,95 | 1:35,96 | 1:37,47       | 6:32,79       |
| –        | Luxemburg (LUX)-2 · Henri Koch · Gustav Wagner                   | 1:42,02 | 1:31,91 | 1:29,76 | nem ért célba | nem ért célba |